# Omorgus monachus
Omorgus monachus är en skalbaggsart som beskrevs av Herbst 1790. Omorgus monachus ingår i släktet Omorgus och familjen knotbaggar. Inga underarter finns listade i Catalogue of Life.

## Bildgalleri

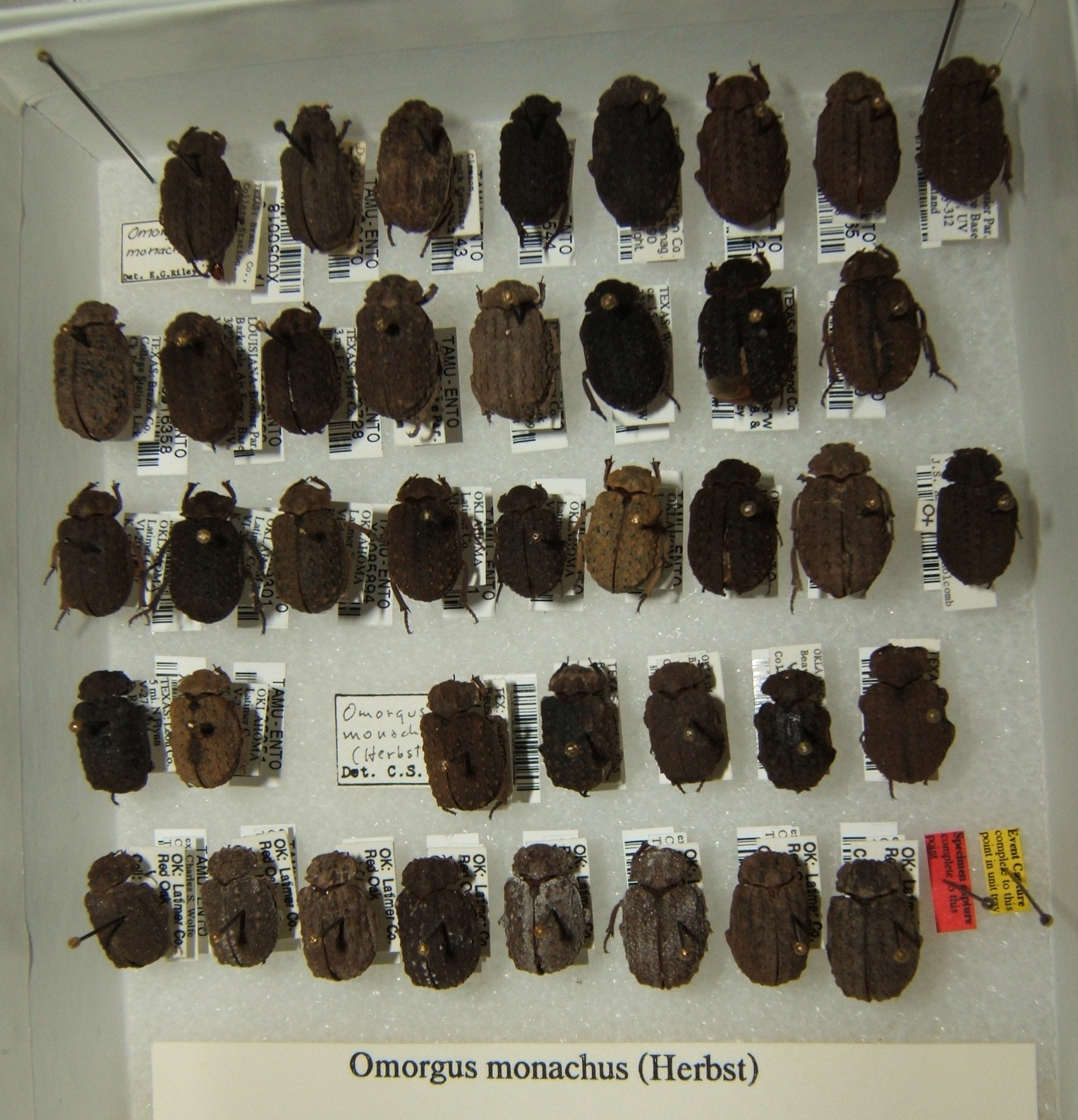